# Roman Gostkowski
Roman Gostkowski herbu Gozdawa, baron (ur. 2 września 1837 w Trzyciężu k. Siedlec, zm. 2 marca 1912 we Lwowie) – polski inżynier kolejnictwa, profesor i rektor Politechniki Lwowskiej. Autor teorii ruchu kolejowego.

## Życiorys
Dzieciństwo spędził w Wiedniu, wychowywany przez rodzinę swoich krewnych Matuschków. Ukończył szkołę średnią i Politechnikę w Wiedniu (1958). Od 1860 r. pracował jako inżynier kolejowy na kolejach austriackich. Od 1865 r. pracował jako inżynier na kolei lwowsko-czerniowieckiej, a następnie od 1872 r. na Kolei Arcyksięcia Albrechta Rudolfa. W latach 1878–1884 jako starszy inżynier był kierownikiem biura ruchu we Lwowie tejże kolei. W 1874 roku obronił pracę habilitacyjną i został pierwszym w Austro-Węgrzech docentem ruchu kolejowego, a od 1882 r. profesorem na Politechnice Lwowskiej. W 1877 r. należał do grupy inżynierów, którzy zainicjowali powstanie Polskiego Towarzystwa Politechnicznego we Lwowie, był jego pierwszym przewodniczącym (1877-1884, 1893-1895). Od 1888 r. miał historycznie pierwszy tytuł członka honorowego Polskiego Towarzystwa Politechnicznego we Lwowie. W ciągu dwudziestoletniej działalności w Towarzystwie wygłosił 43 odczyty, niektóre o nowatorskiej wówczas tematyce, miał np. wykład o telefonach. Zorganizował też koncert telefoniczny, transmitujący muzykę ze Lwowa do Żółkwi (1881). Prowadził także odczyty w Towarzystwie Politechnicznym w Pradze i Towarzystwie Austriackich Inżynierów i Architektów w Wiedniu. W latach 1884–1890 przebywał w Wiedniu, gdzie był dyrektorem oddziału technicznego Dyrekcji Kolei Państwowych. Po powrocie do Lwowa stanął na czele utworzonej specjalnie dla niego Katedry Ruchu Kolejowego Politechniki Lwowskiej (1890-1908). Od 1897 przez rok był rektorem Politechniki Lwowskiej. Pracował do przejścia na emeryturę w 1908 r., a następnie aż do śmierci pracował naukowo. Był radnym miasta Lwowa i członkiem trybunału patentowego. Spoczywa na Cmentarzu Łyczakowskim.

## Dorobek naukowy
Do dorobku Romana Gostkowskiego należą sześćdziesiąt trzy prace naukowe, w tym liczne felietony i artykuły fachowe. Współpracował z wieloma czasopismami naukowymi, m.in. z „Przeglądem Technicznym”, „Zeitschrift für Elektrotechnik”, „The Electrician”,” Eine Bremsstudie” „Dźwignią”.

### Wybrane publikacje
- O związku zachodzącym między silą przewozową lokomotywy a działaniem pary (1878),
- Prawa ruchu pociągów po torach ułożonych na wzniesieniach i łukach (1878),
- Prawa ruchu pociągów po torach prostych i poziomych na drogach żelaznych (1878),
- Obliczanie siły parowozów i ciężaru pociągów (1878),
- Prawa ruchu pociągów po torach dróg żelaznych ułożonych na spadkach (1879),
- O ruchu pociągów po torach dróg żelaznych ułożonych na wzniesieniach (1879)
- Doświadczenia nad oporem ruchu pociągów (1879)
- Oświetlenie pociągów kolejowych (1879),
- Rys historyczny rozwoju dróg żelaznych (1880),
- O zastosowaniu gazu ziemnego do ogrzewania (1881).
- „Teoria ruchu kolejowego” (1883)
- O przewietrzaniu i ogrzewaniu parowozów na drogach żelaznych (1883).
- Elektryczność w zastosowaniu do przewozu na kolejach żelaznych (1884)
- O zastąpieniu pary elektrycznością (1884)
- „Das Bremsen der Zuge auf Eisenbahnen” (1886)
- „Beheizung und Beleuchtung der Wagen” (1899)
- Przesyłka siły za pomocą prądów elektrycznych (1883),
- Znaczenie ropy opałowej dla kolei galicyjskich (1903),

## Rodzina
Urodził się ur. 2 września 1837 (miejsce urodzin jest czasem błędnie podawana m.in. według wspomnienia pośmiertnego o nim, w Przycieżu w Galicji, według J. Sipajłła – w Siedlcach, według biogramu z 1888 r. – w Męcinie), jako syn barona Bazylego Gostkowskiego (1803-1866) i Julianny z Bronowieckich. Miał liczne rodzeństwo: siostry – Sydonię (z męża Gerżabkową), Bronisławę (primo voto Potocką, secundo voto Minkusiewiczową), Julię (z męża Szalay) i braci Mieczysława, Zygmunta i Władysława. Od 1866 r. był mężem Wandy z Dylewskich. Mieli synów Leona (ur. 1869), Stanisława (ur. 1874) oraz córki: Helenę (1867-1950, żonę Włodzimierza Kozickiego), Zofię (1873-1958, żonę Jędrzeja Moraczewskiego), Wandę (1877-1912 żonę Kazimierza Brudzewskiego).